# Понуда (економија)
Понуду можемо дефинисати као однос између понуђене количине неке робе и њене цене, при осталим непромењеним условима као што су : трошкови производње, цене супститута и организација тржишта.
За већи број производа постоји позитиван однос између понуђене количине неке робе и висине њене цене тј. када цена неке робе порасте произвођач ће настојати да понуди веће количине на одређеном тржишту и јединици времена. Висока цена подстиче произвођаче да повећају аутпут јер при осталим непромењеним условима могу остварити виши профит.